# Ex convento di San Pietro a Luco
L'ex convento di San Pietro a Luco si trova nel comune di Borgo San Lorenzo, in provincia di Firenze.

## Storia

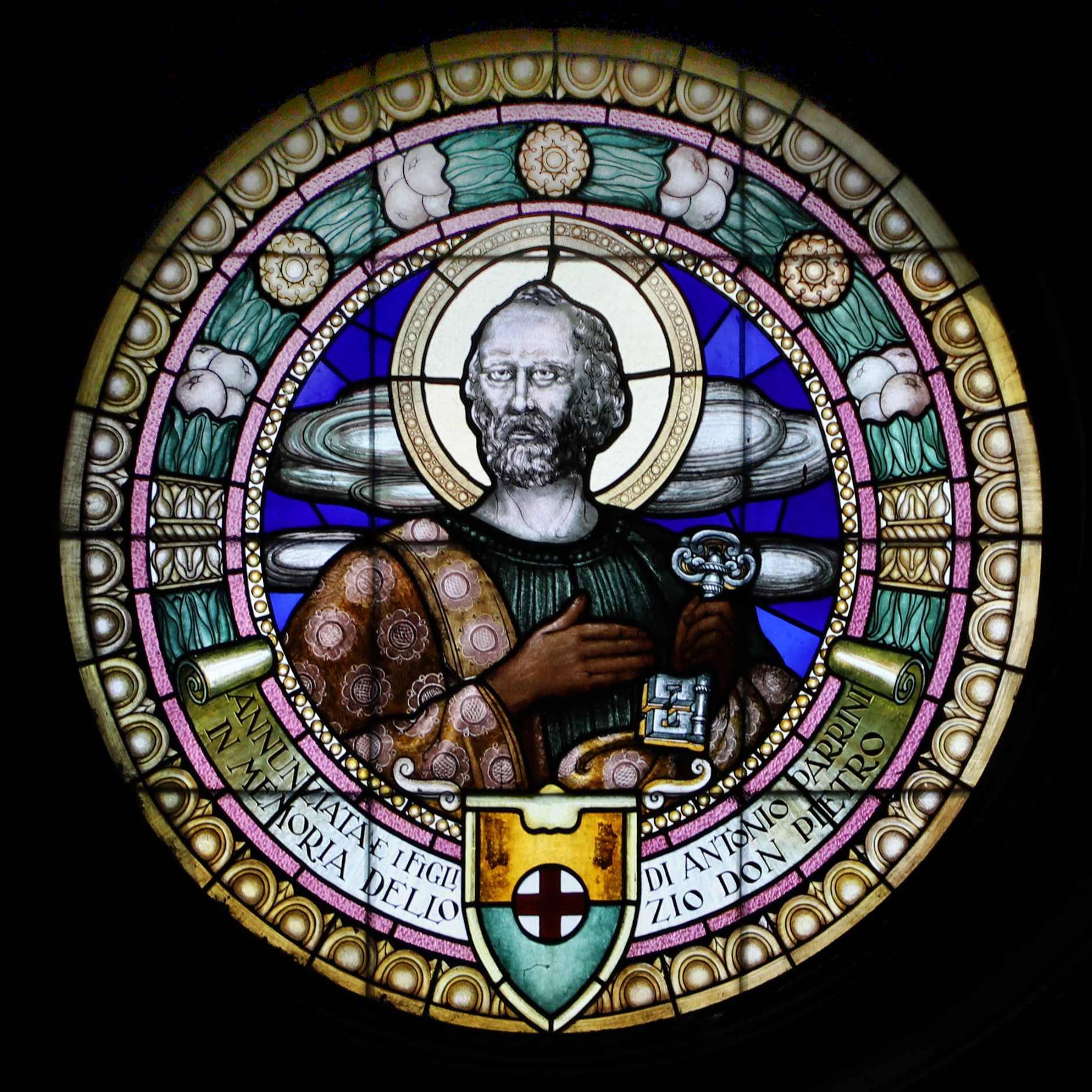
Vetarata con san Pietro, della Manifattura Chini

Le sue origini sono nel testamento del conte Gotidio degli Ubaldini e di sua moglie Cunizza, redatto nel 1085. La volontà del conte fu quella di lasciare al convento di Camaldoli tutti i suoi beni situati nel territorio di San Giovanni Maggiore, Fagna e Larciano, nel caso in cui sua figlia Matilde non avesse generato un figlio maschio, diversamente l'erede sarebbe stato il nipote del conte. Ciò non accadde e, dunque, gli eredi furono i frati. Il priore del convento, il beato don Rodolfo Falcucci, prese possesso della donazione nel 1086 e in questa occasione fondò l'ordine delle monache camaldolesi, a cui aderirono le contesse della famiglia Ubaldini e quelle dei conti Guidi. Il convento si trovava a Chisciano, vicino a Luco ed era formato dall'oratorio di San Pietro, appartenente alla badia di Moscheta, da un casamento e da una vigna che il beato Rodolfo acquistò nel 1086 dall'abate di Moscheta. Le "contesse di Luco" che si erano ritirate nel convento, erano molto osservanti delle regole e davano l'esempio ad altre donne che si ritiravano in quelle mura.
Il monastero ebbe molti privilegi e doni da autorità ecclesiastiche e civili, ma subì anche i contrasti fra le badesse e i rettori delle chiese soggetti al patronato del convento. Nel 1251 esso fu incendiato dai Ghibellini; nel 1357 fu costruito il chiostro e nel 1488 subì un assalto addirittura dai parenti di una badessa (Sebastiana Fioravanti), che ne era stata allontanata. L'azione fallì, anche grazie all'aiuto della Repubblica fiorentina e la badessa non venne dunque reintegrata; anche nel 1490 ci fu un assalto al convento, poi sedato.
Nel 1500 fu costruito il campanile che fu danneggiato nel 1542 e poi restaurato nel 1612; le campane risalgono al periodo di fondazione della chiesa.
Tra 1558 e 1560 Giorgio Vasari dipinse per il monastero una tavola con la Crocifissione, forse perduta o forse identificabile con una oggi in collezione privata.
Nell'editto di Napoleone del 13 settembre 1808 il convento fu soppresso, poi fu restaurato da Ferdinando III di Toscana, per essere ancora una volta soppresso dalla legge 15 agosto 1867, insieme alle altre compagnie religiose. Nel 1871 fu trasformato in ospedale civile, che vi è rimasto fino al 1989.
La chiesa fu restaurata nel 1883 e ristrutturata a più riprese fino al 1932. Nel 1928 l'architetto Ezio Cerpi fece stonacare la facciata, ripristinare le mura della costruzione del 1086, che mostrarono un filaretto fino a nove metri di altezza, al di sopra del quale c'era il muro normale, che indicava l'esistenza di un rialzamento e della costruzione del portale in stile rinascimentale. Alla chiesa fu dato allora uno stile neorinascimentale (e non neoromanico) per intonarsi con quello del portale.

## Descrizione

### La chiesa

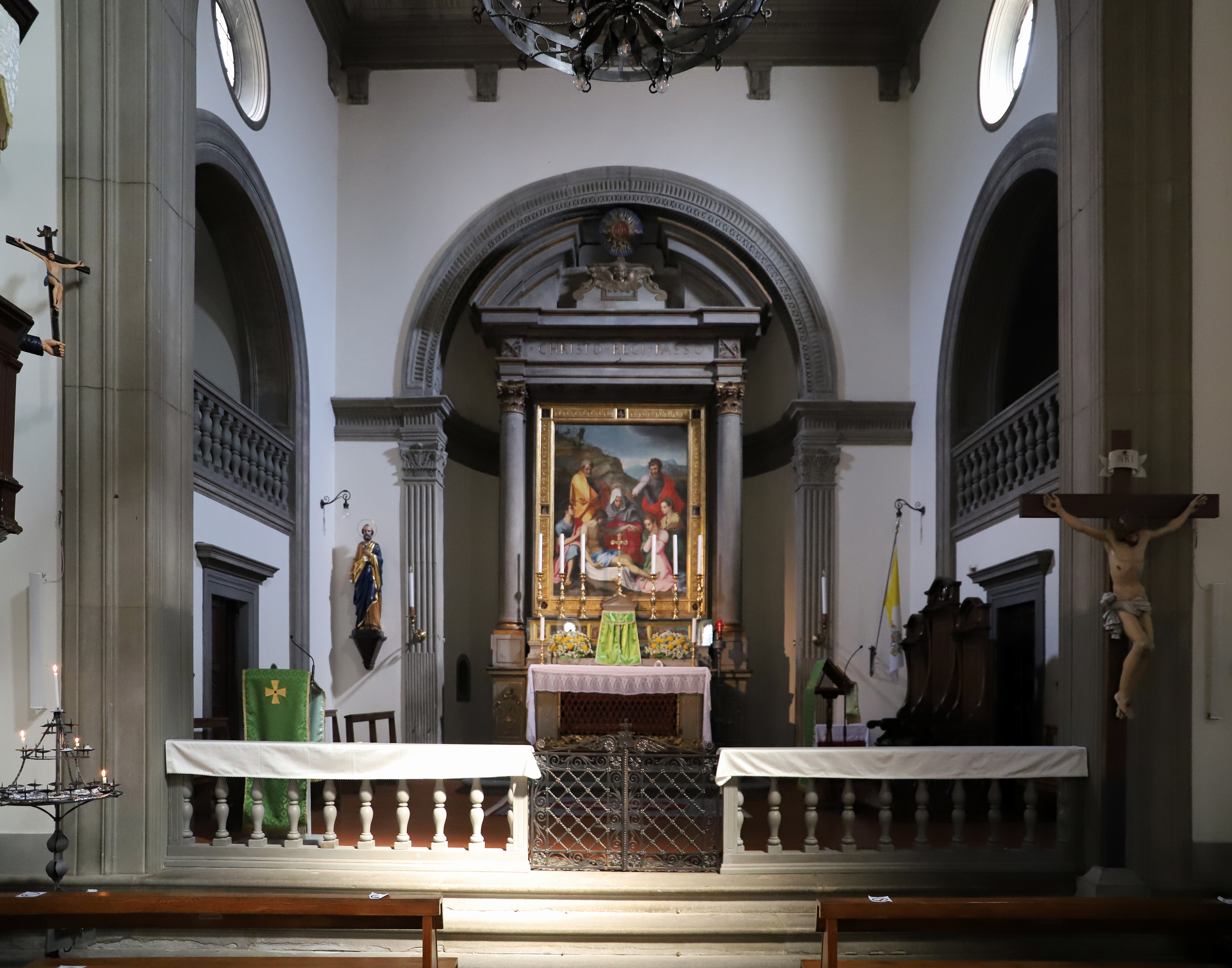
Interno della chiesa

Annessa al convento c'è la chiesa di San Pietro, sorta nel 1086 insieme ad esso, per volontà del beato Rodolfo Falcucci ed aveva un aspetto molto diverso, essendo più bassa dell'attuale e con le pareti in pietra a filaretto.
La chiesa era dotata di arredi molto importanti. Tra 1523 e 1524 il pittore Andrea del Sarto dipinse una pala per la chiesa del monastero, la Deposizione dalla Croce, che le monache cedettero nel 1782 al Granduca Pietro Leopoldo. Il dipinto, che si trova oggi nella Galleria Palatina a Firenze, fu sostituito, sull'altare maggiore dalla copia eseguita da Sante Pacini nel 1783, ancora contenuta nella cornice originale cinquecentesca. Nella predella sono dipinte la Storie della Passione e Santi, attribuita a Carlo Portelli.

Nel 1630 fu ricostruito l'altare maggiore in pietra e nel 1661 vi furono poste le spoglie di una fantomatica Santa Clarice vergine e martire, provenienti dalle catacombe di Priscilla a Roma. 

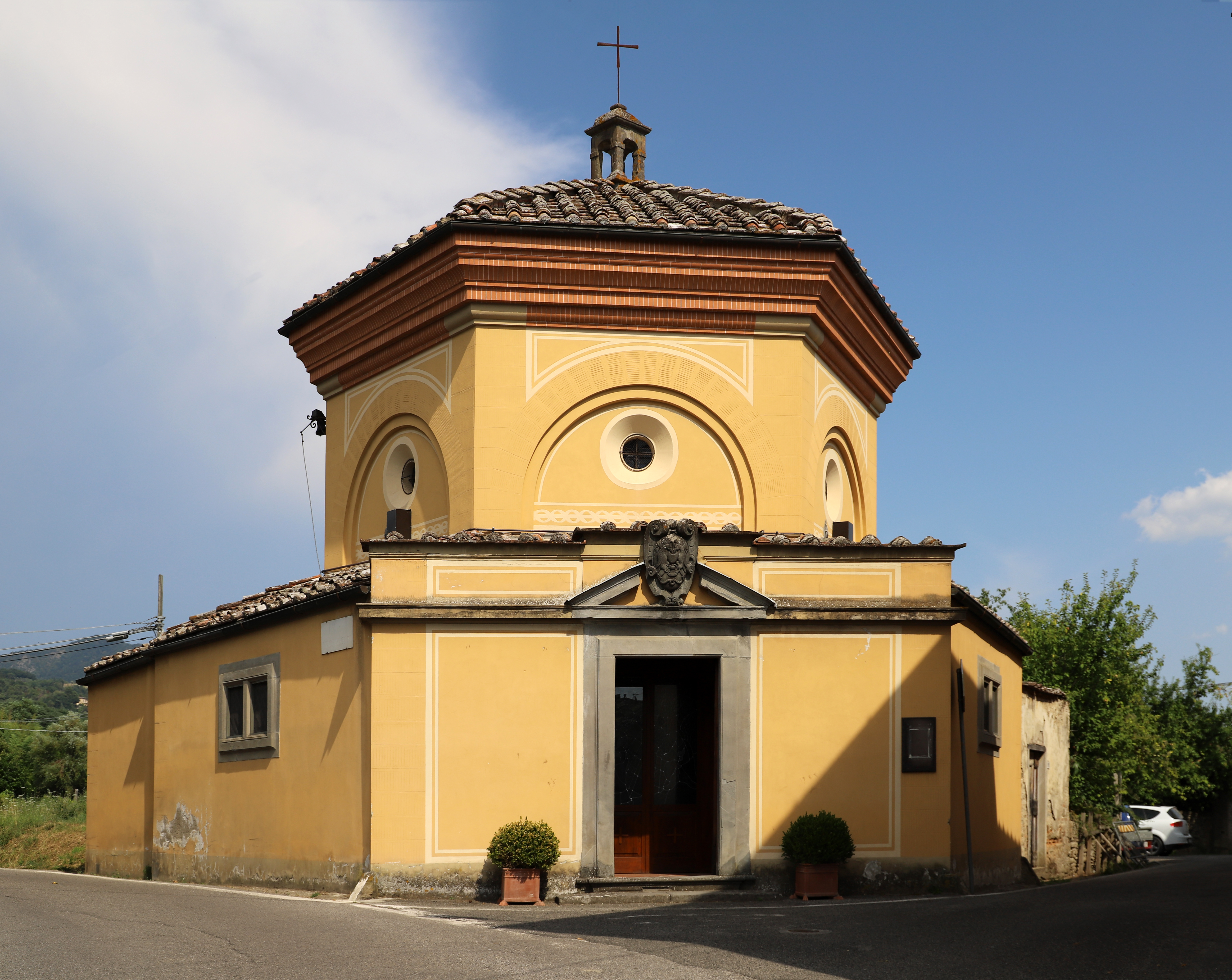
L'oratorio della Beata Vergine

Sulla controfacciata si trova il medaglione con il Redentore di Lorenzo Lippi, documentato al 1632 e liberamente derivato dall'omologo soggetto di Andrea del Sarto alla Santissima Annunziata di Firenze, inserito al centro di un fregio ligneo intagliato che coronava un baldacchino eretto all'altare dove era la Pietà sartesca.
Nella canonica si trovano la Crocifissione del pittore Donato Mascagni, un tabernacolo ligneo del Quattrocento e un calice d'argento di Cosimo Merlini il Vecchio (1637).

### L'oratorio della Beata Vergine Maria

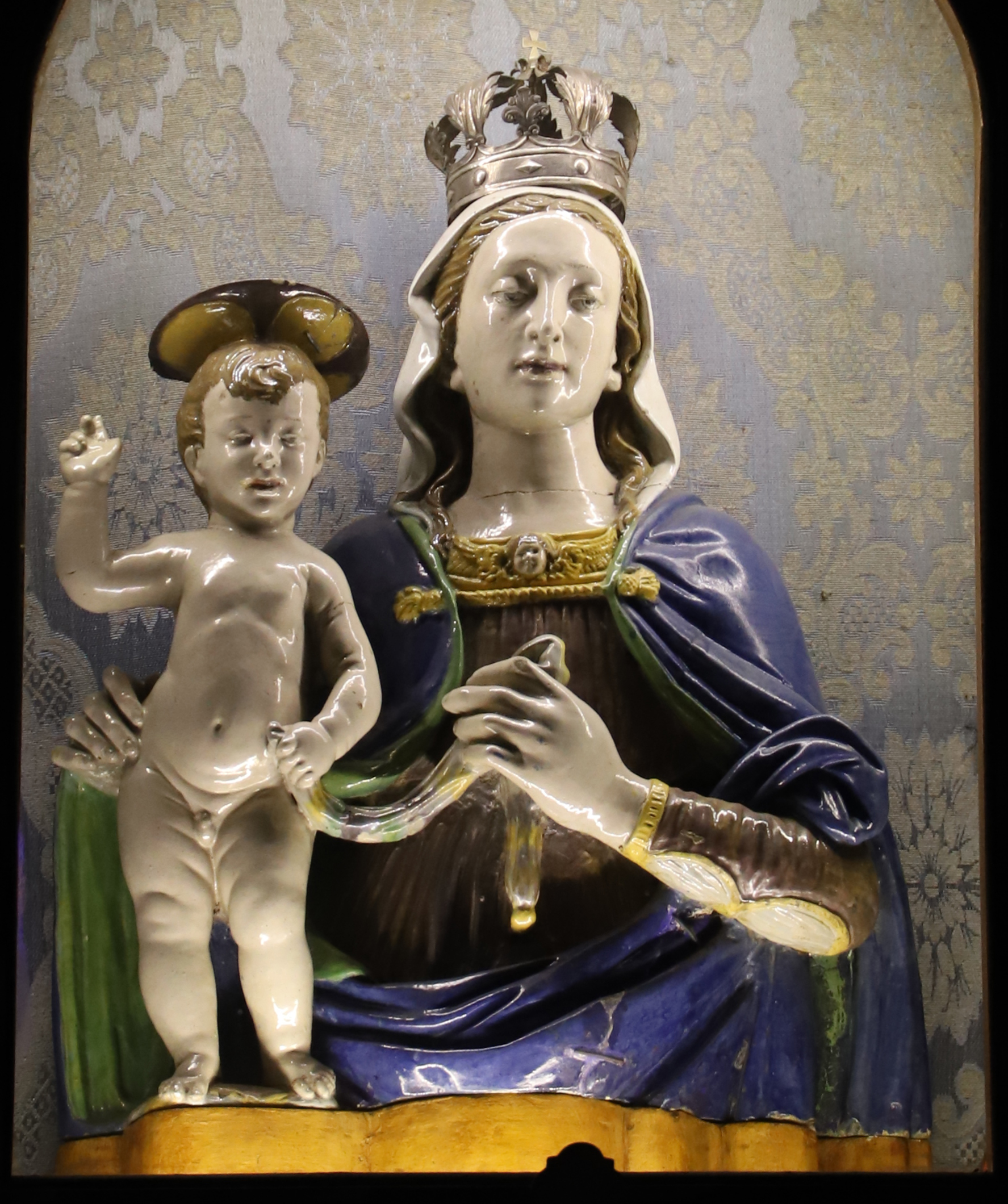
La Madonna col Bambino di Giovanni della Robbia

All'interno dell'ex convento si trova la cappella dedicata alla Beata Vergine Maria; essa fu costruita nel 1583, ha forma esagonale e nel 1830 fu ampliata. Al suo interno sull'altare maggiore, si trova il gruppo in terracotta invetriata con la Madonna col Bambino, chiamata la Divina Pastora, opera della bottega di Giovanni Della Robbia.